# 李梯
李梯（1538年—？），字子登，號雲衢，直隸河間府任丘縣人，民籍，明朝政治人物。

## 生平
嘉靖三十七年（1558年）戊午科順天鄉試第九十八名舉人，隆慶五年（1571年）中式辛未科會試第三百七十名，三甲第一百四十二名進士。工部觀政，授河南杞縣知縣，萬曆五年（1577年）致仕。

## 家族
曾祖李山；祖父李騰；父李州，省祭官。母明氏。